# Love Nest
Love Nest is een film uit 1951 onder regie van Joseph M. Newman. De film, die overigens de enige zwart-witfilm is met June Haver, is de laatste film waarin de acteurs Frank Fay en Leatrice Joy verschijnen.

## Verhaal
Jim en Connie Scott zijn een echtgenotes die elkaar twee en een half jaar niet hebben gezien, omdat Jim de oorlog in moest. Wanneer Jim terugkeert, wil hij eigenlijk schrijver worden, maar is teleurgesteld met de veranderingen die zijn ondergaan in de periode dat hij weg was. Connie is een huisbaas geworden die niet hard genoeg is om de huur te eisen aan bepaalde bewoners, het appartement staat op instorten en ze hebben een nieuw huisdier, waar Jim minder dol op is. Wanneer Charles Kenneth 'Charlie' Patterson een lege kamer huurt, vermoeden Jim en Connie op het begin nog niets. Hij krijgt een relatie met de bovenbuurvrouw Edie en helpt het stel met hun geldproblemen. Connie begint al snel te vermoeden dat Charlie fraude pleegt. Ook heeft het stel zo hun persoonlijke problemen, wanneer Connie ontdekt dat Jim tijdens de oorlog veel tijd doorbracht met de aantrekkelijk Bobby en zij nu ook een appartement huurt.

## Rolverdeling
| Acteur           | Personage                           |
| ---------------- | ----------------------------------- |
| William Lundigan | Jim Scott                           |
| June Haver       | Connie Scott                        |
| Frank Fay        | Charles Kenneth 'Charlie' Patterson |
| Marilyn Monroe   | Roberta 'Bobby' Stevens             |
| Leatrice Joy     | Eadie Gaynor                        |
| Jack Paar        | Ed Forbes                           |